# Помічна (станція)
Помічна́ — дільнична вузлова залізнична станція 1-го класу Знам'янської дирекції Одеської залізниці на перетині ліній Імені Тараса Шевченка — Помічна, Помічна — Чорноліська, Помічна — Підгородна та Колосівка — Помічна. Розташована у місті Помічна Новоукраїнського району Кіровоградської області
На станції два парки — Бахмацький та Кіровський.

## Історія
Кінцевим пунктом Південної залізниці була Одеса. Першу залізницю планувалося побудувати від Одеси до села Паркани. Другу — від Одеси до міста Ольвіополя, далі прокласти залізницю у напрямку Кременчука, Полтави та Харкова.
У 1877 році утворився роз'їзд Південно-Західної залізниці, навколо якої з'явилося 9 хат, це поселення отримало назву Герасимівка  на честь першого поселенця Герасима Васьохіна. Хата його була біля колодязя, який існує понині, тоді з нього брали воду для паровозів.
Будівництво залізничної лінії Одеса — Бобринська (нині — Імені Тараса Шевченка) сприяла тому, що у 1879 році роз'їзд перетворився на маленьку залізничну станцію з чотирма коліями, яка була названа Помічною. Назва походить від села Помічна, розташованого на відстані 1 км від станції.
У зв'язку з будівництвом залізниці Одеса — Бобринська впродовж 1911—1912 років, на станції споруджено вокзал, паровозне депо, кілька житлових будинків.
У 1971 році електрифіковано дільницю Помічна — Хирівка (з 2 вересня 1980 року — Чорноліська).
У 1972 році електрифіковано дільницю Колосівка — Помічна.
З 29 березня 2018 року розпочато у касах залізничного вокзалу продаж проїзних документів на автобусні рейси внутрішнього і міжнародного сполучення.

## Туристичний потенціал Помічної
Одеська залізниця 14 жовтня 2020 року, з нагоди свят — Покрови Пресвятої Богородиці, Дня козацтва та Дня захисників та захисниць України, брала участь у фестивалі «На Покрову у Помічну». За задумом ініціаторів фестиваль демонструє туристичний потенціал Помічної, як міста залізничників. Організаторами цього заходу виступили Помічнянська міська рада та Одеська залізниця.

## Галерея

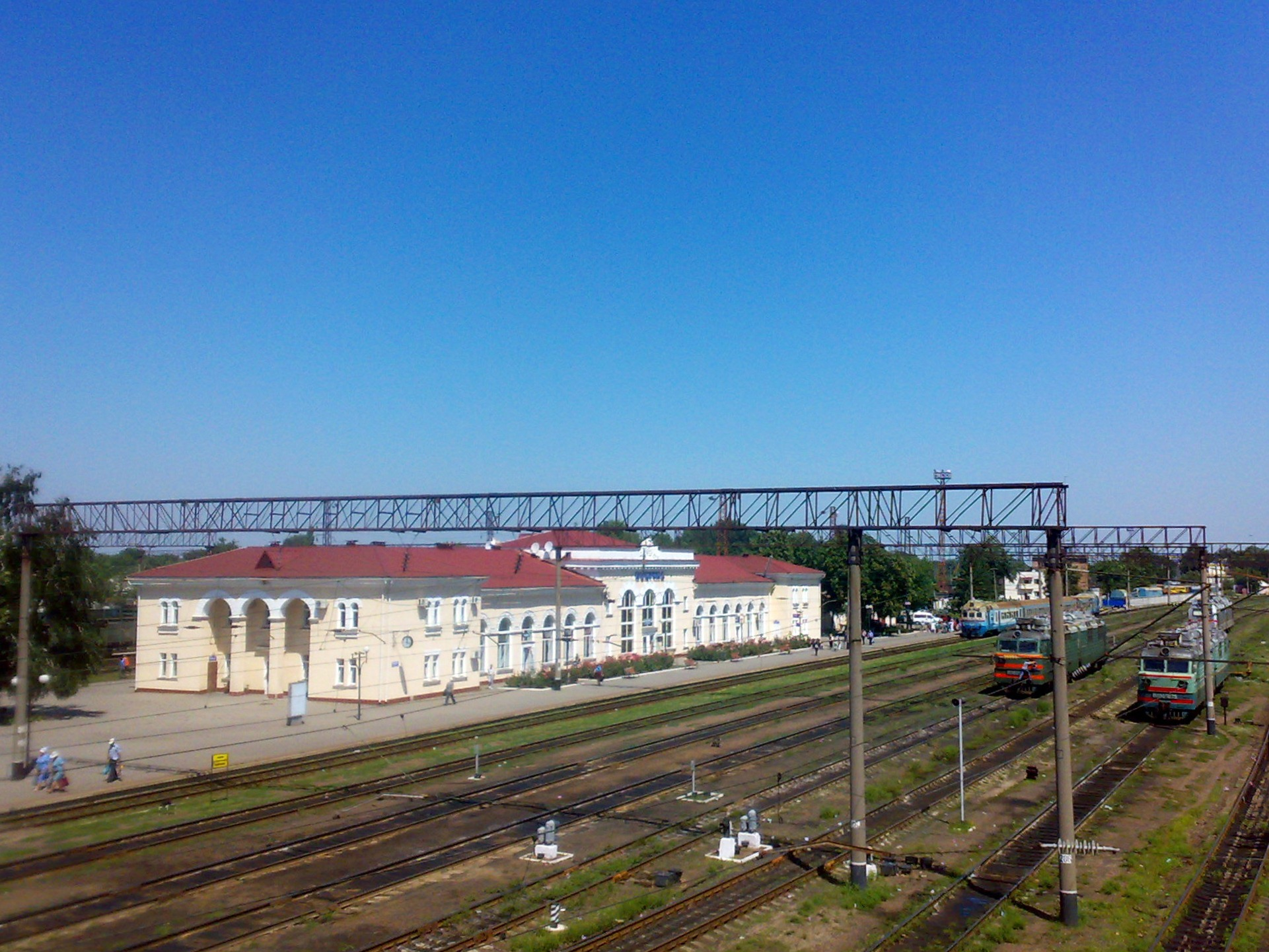
Вигляд станції з боку Бахмацького перону
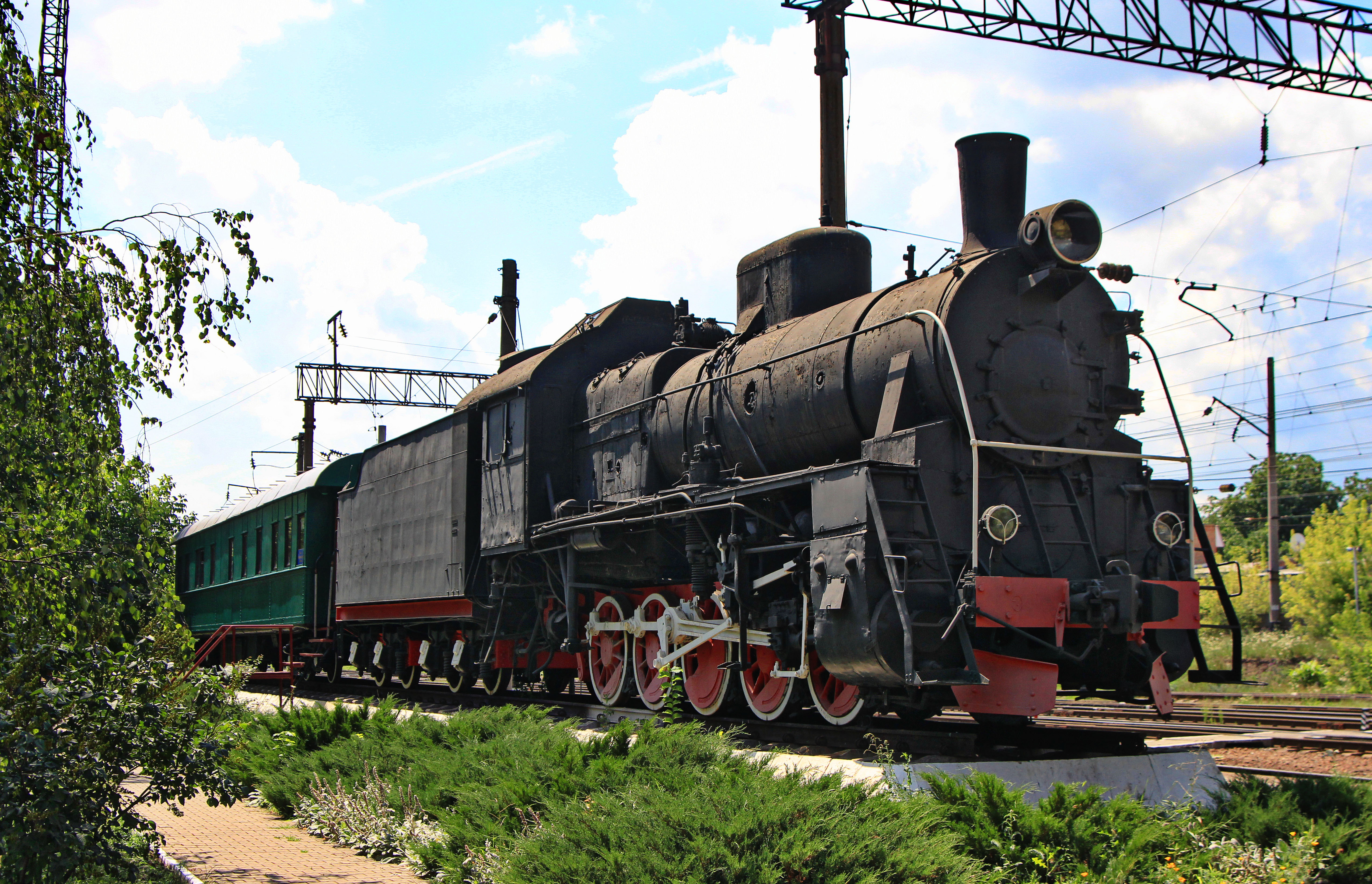
Пам'ятник-паровоз
Музей залізничної станції